# Rezerwat przyrody Przełom Hołubli
Przełom Hołubli – rezerwat przyrody na terenie gmin Krasiczyn (obręb ewidencyjny Korytniki) oraz Przemyśl (obręb ewidencyjny Wapowce), w powiecie przemyskim, w województwie podkarpackim.

## Położenie
Rezerwat obejmuje fragment stoku na prawym (orograficznie) zboczu doliny potoku Hołubla, w jego środkowym biegu, na wysokości od ok. 240 (dno doliny) do ok. 350 m n.p.m. Stok ma wystawę północno-wschodnią. Rezerwat znajduje się na terenie Parku Krajobrazowego Pogórza Przemyskiego, na gruntach zarządzanych przez Nadleśnictwo Krasiczyn. 

## Dane rezerwatu
- numer według rejestru wojewódzkiego: 49

- powierzchnia: 46,32 ha[4] (akt powołujący podawał 46,42 ha)
- dokument powołujący: M.P. z 1996 r. nr 5, poz. 53
- rodzaj rezerwatu: rezerwat florystyczny[4] (do 2017 roku – leśny)

- typ rezerwatu – krajobrazów

- podtyp rezerwatu – krajobrazów naturalnych

- typ ekosystemu – leśny i borowy

- podtyp ekosystemu – lasów górskich i podgórskich

- cel ochrony: zachowanie ze względów naukowych, edukacyjnych i krajobrazowych malowniczego fragmentu przełomowej doliny potoku Hołubla oraz lasu dębowo-bukowego z udziałem lipy[4][5].

Dominującym zbiorowiskiem roślinnym jest grąd (w podzespołach niskim, typowym i wysokim), występuje tu również żyzna buczyna karpacka w formie podgórskiej oraz podgórski łęg jesionowy.
Flora naczyniowa rezerwatu liczy około 166 gatunków, w tym rzadkich i chronionych jak m.in.: podkolan biały, lilia złotogłów, gnieźnik leśny, wawrzynek wilczełyko, kłokoczka południowa, paprotka zwyczajna, pokrzyk wilcza jagoda, cebulica dwulistna, skrzyp olbrzymi.

## Turystyka
W dolinie Hołubli Nadleśnictwo Krasiczyn urządziło ścieżkę przyrodniczą „Dolina Hołubli”. Jest ona oznakowana typowymi biało-zielonymi kwadratami. Posiada dwa warianty: krótszy (ok. 2 km), prowadzący drogą w górę doliny Hołubli (i powracający tą samą drogą), zupełnie łatwy i dostosowany również dla osób niepełnosprawnych, oraz wariant dłuższy (ok. 4 km), trudniejszy (ok. 170 m podejścia), poprowadzony leśnymi dróżkami wokół rezerwatu przyrody „Przełom Hołubli”.